# Die Männer vom K3/Episodenliste
Diese Episodenliste enthält alle Episoden der deutschen Krimireihe Die Männer vom K3, sortiert nach der Erstausstrahlung.
Die Fernsehreihe umfasst 3 Staffeln mit 38 ausgestrahlten Episoden.

## Übersicht
| Staffel | Episodenanzahl | Erstausstrahlung   | Erstausstrahlung |
| Staffel | Episodenanzahl | Staffelpremiere    | Staffelfinale    |
| ------- | -------------- | ------------------ | ---------------- |
| 1       | 8              | 24. September 1988 | 13. Juli 1989    |
| 2       | 7              | 10. Oktober 1991   | 13. Februar 1992 |
| 3       | 23             | 26. Dezember 1992  | 6. April 2003    |

## Staffel 1
| Nr. (ges.) | Nr. (St.) | Originaltitel               | Erstausstrahlung | Regie              | Drehbuch    |
| --- | --------- | --------------------------- | ---------------- | ------------------ | ----------- |
| 1 | 1         | Familienfehde               | 24. Sep. 1988    | Gero Erhardt       | Harald Vock |
| Ein erfolgreicher Unternehmer, der seine Firma gegen den Willen seiner Brüder verkaufen will, wird ermordet    |           |                             |                  |                    |             |
| 2 | 2         | Spiel über zwei Banden      | 29. Okt. 1988    | Michael Mackenroth | Harald Vock |
| Bei einer Schutzgelderpressung auf dem Kiez gibt es eine Tote                                                  |           |                             |                  |                    |             |
| 3 | 3         | Schützenfest                | 10. Dez. 1988    | Dietrich Haugk     | Harald Vock |
| Nach einer Feier wird in einer abgebrannten Scheune eine Tote gefunden                                         |           |                             |                  |                    |             |
| 4 | 4         | Diamanten machen Freunde    | 2. März 1989     | Heinz Schirk       | Harald Vock |
| Beim Überfall auf ein Juweliergeschäft erzielen die Täter eine ungewöhnlich hohe Beute                         |           |                             |                  |                    |             |
| 5 | 5         | Der Mann im Dunkeln         | 6. Apr. 1989     | Horst Flick        | Harald Vock |
| Bei einem Überfall auf einen Geldtransport wird einer der Boten erschossen                                     |           |                             |                  |                    |             |
| 6 | 6         | Tödlicher Export            | 4. Mai 1989      | Heinz Schirk       | Harald Vock |
| Ein Mord auf den St. Pauli-Landungsbrücken führt zu einer Firma, die in betrügerische Geschäfte verwickelt ist |           |                             |                  |                    |             |
| 7 | 7         | Augen zu und durch          | 26. Juni 1989    | Michael Mackenroth | Harald Vock |
| Auf einer Motorrad-Rennpiste kommt ein junger Fahrer bei einem Unfall ums Leben.                               |           |                             |                  |                    |             |
| 8 | 8         | Volle Deckung, Kopf runter! | 13. Juli 1989    | Michael Mackenroth | Harald Vock |
| Ein Vorstandsmitglied einer in illegale Waffengeschäfte verwickelten Firma fällt aus einem Bürohaus            |           |                             |                  |                    |             |

## Staffel 2
| Nr. (ges.) | Nr. (St.) | Originaltitel               | Erstausstrahlung | Regie          | Drehbuch    |
| --- | --------- | --------------------------- | ---------------- | -------------- | ----------- |
| 9 | 1         | Auge um Auge                | 10. Okt. 1991    | Ulrich Stark   | Harald Vock |
| In einer Hochaussiedlung wurde ein kleines Mädchen ermordet. Wenige Tage zuvor ist ein gefährlicher Triebtäter nicht von seinem Hafturlaub zurückgekehrt...          |           |                             |                  |                |             |
| 10 | 2         | Narkose fürs Jenseits       | 14. Nov. 1991    | Gero Erhardt   | Harald Vock |
| 11 | 3         | Der Vollmondmörder          | 5. Dez. 1991     | Dietrich Haugk | Harald Vock |
| Zwei junge Frauen werden – jeweils in Vollmondnächten – ermordet |           |                             |                  |                |             |
| 12 | 4         | Ein langes Wochenende       | 2. Jan. 1992     | Horst Flick    | Harald Vock |
| 13 | 5         | Auf Sand gebaut             | 16. Jan. 1992    | Sigi Rothemund | Harald Vock |
| Auf einer Baustelle wird ein Vorarbeiter durch eine herabstürzende Schubkarre erschlagen, die den wenig beliebten Chef nur knapp verfehlt                            |           |                             |                  |                |             |
| 14 | 6         | Ein ganz alltäglicher Fall  | 30. Jan. 1992    | Gero Erhardt   | Harald Vock |
| Ein alter Mann wird von einem Auto überfahren, dessen Fahrer vom Unfallort flüchtet. Das Auto gehört einer Immobilienfirma, die in dubiose Geschäfte verwickelt ist. |           |                             |                  |                |             |
| 15 | 7         | Halali für einen Jagdfreund | 13. Feb. 1992    | Dietrich Haugk | Harald Vock |
| Ein skrupelloser Unternehmer wird bei einem Anschlag auf sein Haus verletzt. Wenig später trifft ihn während einer Wildjagd ein tödlicher Schuss.                    |           |                             |                  |                |             |

## Staffel 3
1. | Nr. (ges.)                                                                                                                                                        | Nr. (St.) | Originaltitel             | Erstausstrahlung | Regie             | Drehbuch                        |
| --- | --------- | ------------------------- | ---------------- | ----------------- | ------------------------------- |
| 16 | 1         | Zu hoch gepokert          | 26. Dez. 1992    | Harald Vock       | Harald Vock                     |
| 17 | 2         | Dreckiges Geld            | 26. Sep. 1993    | Sigi Rothemund    | Harald Vock                     |
| 18 | 3         | Tanz auf dem Seil         | 14. Nov. 1993    | Andy Bausch       | Harald Vock                     |
| Der Chauffeur des Kredithais Palmer wird in einer Kurzschlussreaktion von einem Schuldner getötet. Bald muss Palmer jedoch erkennen, dass er selber in Gefahr ist |           |                           |                  |                   |                                 |
| 19 | 4         | Made in Hongkong          | 12. Dez. 1993    | Dietrich Haugk    | Harald Vock                     |
| 20 | 5         | Das dritte Mädchen        | 26. Dez. 1993    | Sigi Rothemund    | Harald Vock                     |
| Eine Mordserie an Prostituierten hält die Polizei auf dem Kiez in Atem                                                                                            |           |                           |                  |                   |                                 |
| 21 | 6         | Keine Chance zu gewinnen  | 5. Dez. 1994     | Andy Bausch       | Harald Vock                     |
| Auf dem Kiez wird ein minderjähriger Drogenkurier erstochen aufgefunden                                                                                           |           |                           |                  |                   |                                 |
| 22 | 7         | Ein friedliches Dorf      | 12. Dez. 1994    | Michael Günther   | Harald Vock                     |
| Auf einen Großbauern werden mehrere Anschläge verübt. Als in einer Nacht dessen Scheune niederbrennt, gibt es einen Toten                                         |           |                           |                  |                   |                                 |
| 23 | 8         | Ende eines Schürzenjägers | 19. Dez. 1994    | Gero Erhardt      | Harald Vock                     |
| Auf einer Schicki-Micki-Party bricht der Pharmaunternehmer Klinger tot zusammen                                                                                   |           |                           |                  |                   |                                 |
| 24 | 9         | Geschäft mit dem Tod      | 7. Aug. 1995     | Michael Knof      | Harald Vock                     |
| In einer Hamburger Privatklinik stirbt ein schwerverletzter Arbeiter, der mit illegal hergestellten Kampfstoffen in Berührung gekommen ist                        |           |                           |                  |                   |                                 |
| 25 | 10        | Tomskys letzte Reise      | 10. Juni 1996    | Dietrich Haugk    | Harald Vock                     |
| 26 | 11        | Kurz nach Mitternacht     | 27. Juli 1996    | Dror Zahavi       | Harald Vock                     |
| 27 | 12        | Der Deichmörder           | 9. Dez. 1996     | Michael Günther   | Raimund Weber                   |
| 28 | 13        | Eine saubere Stadt        | 16. Dez. 1996    | Helmut Förnbacher | Harald Vock & Helmut Förnbacher |
| 29 | 14        | Zu viele Verdächtige      | 22. Dez. 1997    | Gero Erhardt      | Thorsten Näter                  |
| 30 | 15        | Blutsverwandtschaft       | 29. Dez. 1997    | Dror Zahavi       | Rasi Levinas                    |
| 31 | 16        | Tödliches Spiel           | 23. Dez. 1998    | Jan Ruzicka       | Uwe Kossmann                    |
| 32 | 17        | Liebestest                | 29. Dez. 1998    | Dror Zahavi       | Rasi Levinas                    |
| 33 | 18        | Tod eines Festmachers     | 28. März 1999    | Andreas Thiel     | Raimund Weber                   |
| 34 | 19        | Harrys Pech               | 26. Dez. 1999    | Guido Pieters     | Gert Steinheimer                |
| 35 | 20        | Jugendliebe               | 30. Dez. 1999    | Guido Pieters     | Gert Steinheimer                |
| 36 | 21        | Tyrannenmord              | 26. Dez. 2000    | Jan Ruzicka       | Gert Steinheimer                |
| 37 | 22        | Freier Fall               | 1. Apr. 2002     | Miko Zeuschner    | Gert Steinheimer                |
| 38 | 23        | Blutrache                 | 6. Apr. 2003     | Jan Ruzicka       | Felix Huby                      |